# Mudiyettu

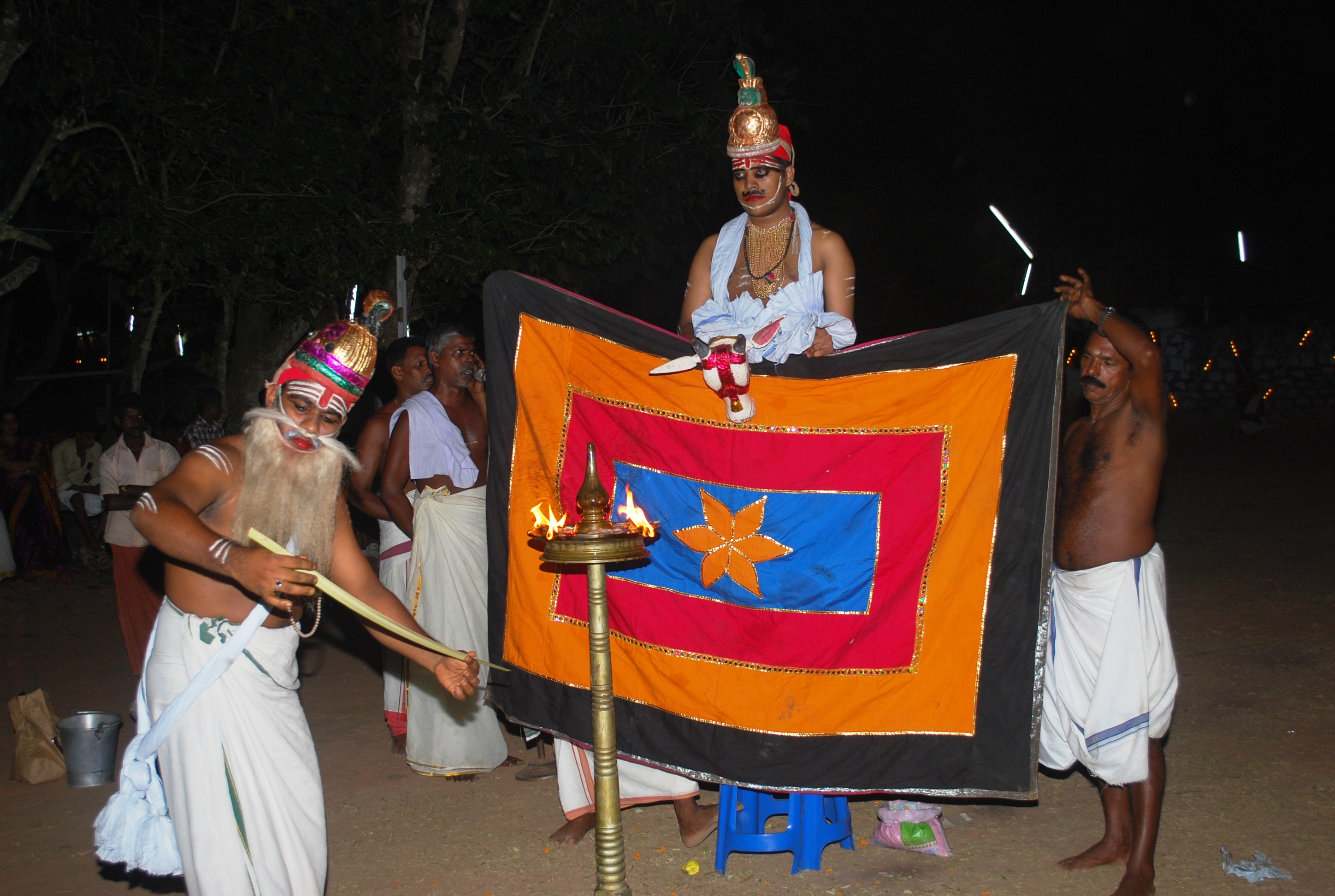
Mudiyettu en 2010.

El mudiyettu es un teatro indio musical del Kerala que combina el teatro y la danza y que describe el combate entre la diosa Kali y el demonio Darika. Las  representaciones tiene lugar cada año en los Bhagavati Kavus, los templos de la diosa, en los pueblos situados a lo largo de la ribera del Chalakkudy Puzha, Periyar y el Moovattupuzha.
« El mudiyettu, teatro ritual y drama danzado del Kerala » fue inscrito en 2010 por la Unesco en la lista representativa del Patrimonio Cultural Inmaterial de la Humanidad.